# Sufflogobius
Sufflogobius is een monotypisch geslacht van straalvinnige vissen uit de familie van de Gobiidae (Grondels).

## Soort
- Sufflogobius bibarbatus von Bonde, 1923